# Deajah Stevens
Pour les articles homonymes, voir Stevens.
Deajah Stevens (née le 19 mai 1995) est une athlète américaine, spécialiste du sprint.

## Carrière
Elle termine deuxième du 200 m lors des sélections olympiques américaines à Eugene, alors qu'elle est étudiante à l'université de l'Oregon.
Ses meilleurs temps sont :
- 11 s 00 sur 100 m	(+0.7) Torrance, CA 	 le 15 avril 2017
- 22 s 09 sur 200 m 	 (+1.5) Eugene, OR 	 14 mai 2017

Elle termine 7e du 200 m des Jeux olympiques de Rio en 22 s 65.
Le 11 juin 2017, elle participe à la finale des Championnats NCAA et chute à 10 mètres de la fin de course, épuisée, alors qu'elle était dans un combat acharné avec Kyra Jefferson.

## Palmarès
- Championnats des États-Unis d'athlétisme
  - vainqueur du 200 m en 2017